# Wojewódzkie sztaby wojskowe

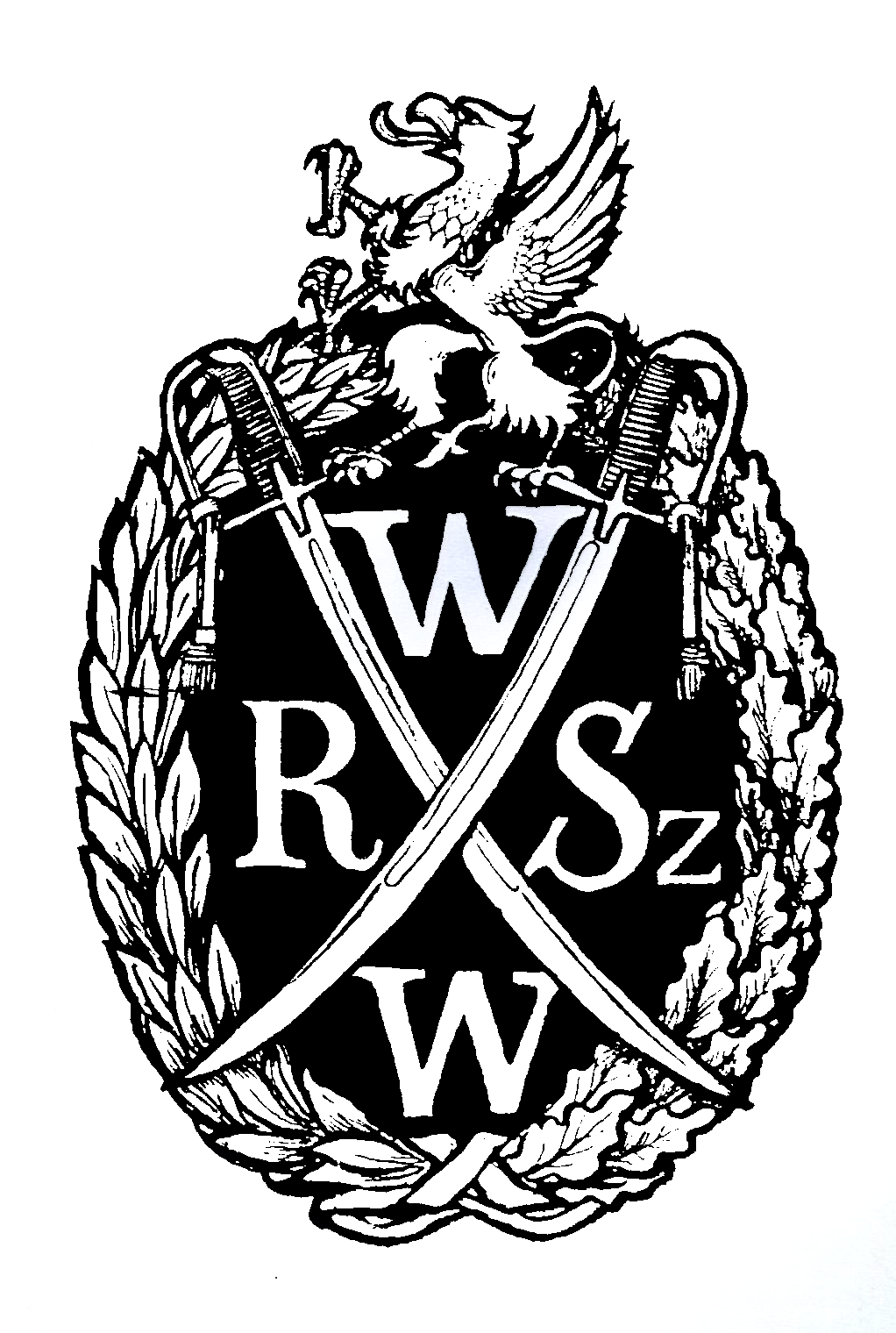
Odznaka WRSzW w Gdańsku

Wojewódzkie sztaby wojskowy (WSzW) – dawna terenowa jednostka organizacyjna administracji wojskowej (TOAW) wchodząca w skład rządowej administracji niezespolonej w województwie, właściwa w sprawach operacyjno-obronnych oraz wojskowo-administracyjnych. Organizacyjnie podlegała dowództwu okręgu wojskowego, a nadzór administracyjny sprawował Minister Obrony Narodowej.

## Historia
Do 2000 funkcjonowały pod nazwą wojewódzkich-regionalnych sztabów wojskowych (WRSzW). W 2007 wojewódzkie sztaby wojskowe wyszły z podporządkowania Sztabowi Generalnemu Sił Zbrojnych (SZ) i zostały przekazane Inspektoratowi Wsparcia SZ. W wyniku przeprowadzonych zmian w systemie dowodzenia i kierowania sił zbrojnych, decyzją MON nr 426/MON z 29 października 2014, jednostki TOAW zostały przekazane ponownie do Sztabu Generalnego SZ.
Na czele Sztabu stał szef wojewódzkiego sztabu wojskowego (szef WSzW), organ rządowej administracji niezespolonej w województwie podległy administracyjnie Ministrowi Obrony Narodowej, wykonujący przy pomocy sztabu zadania terenowego organu administracji wojskowej właściwego w sprawach operacyjno-obronnych, administrowania zasobami rezerw osobowych i materiałowych oraz w zakresie obrony terytorialnej.
Koordynował użycie oddziałów i poddziałów wojskowych w czasie zwalczania klęsk żywiołowych na terenie województwa. Wykonywał czynności planistyczne związane z wykorzystaniem sił i środków pozamilitarnego układu na potrzeby związane z obronnością państwa, a ponadto był organem wyższego stopnia w stosunku do wojskowych komendantów uzupełnień znajdujących się na administrowanym przez niego terenie. Od dnia 1 stycznia 2015 funkcję organu odwoławczego od postanowień i decyzji wydanych w pierwszej instancji przez szefów wojewódzkich sztabów wojskowych pełnił w imieniu Ministra Obrony Narodowej Szef Sztabu Generalnego SZ.

### Lista wojewódzkich sztabów wojskowych
Do 2022 działało 16 WSzW, po jednym na każde województwo. Na mocy ustawy o obronie Ojczyzny zostały one zastąpione w 2022 przez oddziały Centralnego Wojskowego Centrum Rekrutacji.
- Wojewódzki Sztab Wojskowy w Białymstoku
- Wojewódzki Sztab Wojskowy w Bydgoszczy
- Wojewódzki Sztab Wojskowy w Gdańsku
- Wojewódzki Sztab Wojskowy w Katowicach
- Wojewódzki Sztab Wojskowy w Kielcach
- Wojewódzki Sztab Wojskowy w Krakowie
- Wojewódzki Sztab Wojskowy w Lublinie
- Wojewódzki Sztab Wojskowy w Łodzi
- Wojewódzki Sztab Wojskowy w Olsztynie
- Wojewódzki Sztab Wojskowy w Opolu
- Wojewódzki Sztab Wojskowy w Poznaniu
- Wojewódzki Sztab Wojskowy w Rzeszowie
- Wojewódzki Sztab Wojskowy w Szczecinie
- Wojewódzki Sztab Wojskowy w Warszawie
- Wojewódzki Sztab Wojskowy we Wrocławiu
- Wojewódzki Sztab Wojskowy w Zielonej Górze